# Memento mori

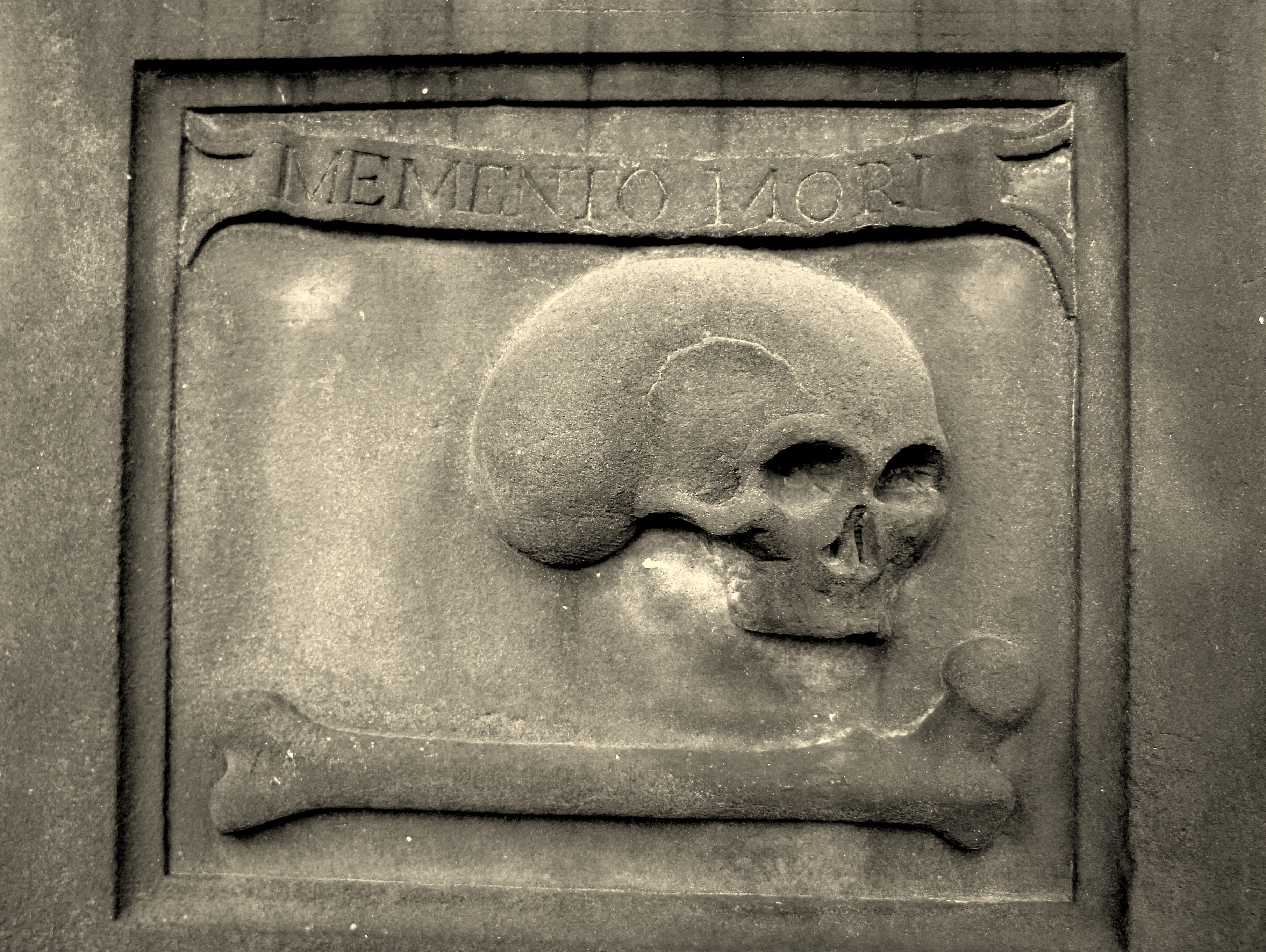
Memento Mori (1746). Grabado en piedra situado en la Iglesia Parroquial St Cuthbert, en Edimburgo.

Memento mori ([mɛˈmɛn.tɔ ˈmɔ.rɪ] en Latín clásico; [meˈmen.to ˈmo.ri] en Latín eclesiástico; traducido como «Recuerda que morirás», en español) es una frase o locución en latín usada para evocar el recuerdo de la mortalidad del ser humano. La frase se utilizaba con bastante frecuencia durante el Medievo como un recordatorio de la fugacidad de la vida y es común encontrarla en estatuas, obras de arte y objetos que representan la muerte, como los sepulcros. El tópico fue asumido por el cristianismo para advertir cómo las personas deberían estar siempre preparadas para una muerte incierta de la que no sabemos el día ni la hora.
El motivo más común es una calavera, a menudo acompañada de huesos. A menudo, esto por sí solo es suficiente para evocar el tropo, pero otros motivos incluyen un ataúd, un reloj de arena o flores marchitas para significar la impermanencia de la vida. También suele usarse para denominar a las representaciones de difuntos en la historia del arte.[cita requerida]

## Orígenes
Se cree que la frase proviene de una peculiar costumbre de la Antigua Roma, que quizás tenga origen sabino. Cuando algún general desfilaba victorioso por las calles de Roma, tras él un siervo se encargaba de susurrarle al oído la frase de manera repetida, para recordarle las limitaciones de la naturaleza humana, con el fin de impedir que incurriese en la soberbia y pretendiese, a la manera de un dios omnipotente, usar su poder ignorando las limitaciones impuestas por la ley y la costumbre. Aunque según el testimonio de Tertuliano probablemente la frase empleada era:

Respice post te! Hominem te esse memento!
«¡Mira tras de ti! Recuerda que eres un hombre».

## Expresiones históricas

### Filosofía
El concepto de “recordar la muerte” se expresa en toda la filosofía griega y romana antigua. En el Fedón de Platón, Sócrates afirma que el único propósito de la práctica de la filosofía “es practicar para la muerte y la muerte”. La declaración aboga por dominar el miedo a la muerte mediante el reconocimiento de la realidad mortal del cuerpo y la búsqueda del conocimiento, que nutre el alma inmortal. Los estoicos enseñaban la virtud de mantener la muerte en primer plano en nuestros pensamientos como un recordatorio de que nada es permanente. Según los estoicos, al meditar sobre la inevitabilidad de la muerte, uno puede vivir más plenamente en el momento presente.

### Religión
En el cristianismo, la práctica del «memento mori» aparece a menudo en las Sagradas Escrituras, el arte, la arquitectura y en diversos ritos. Los conceptos de moralidad, juicio divino y penitencia se reflejan en pasajes bíblicos como: «En todo lo que hagas piensa en el final, y nunca pecarás.» (Eclesiástico 7:36).
En el catolicismo, la Cuaresma comienza con el Miércoles de Ceniza, en el que un sacerdote esparce cenizas sobre las frentes de los feligreses como recordatorio de su mortalidad. Siendo la ceniza un recordatorio de que el hombre proviene del polvo y en polvo se ha de convertir (en la biblia se lee la frase «quia pulvis es, et in pulverem reverteris» (Génesis 3:19)). Las meditaciones sobre la muerte han sido una forma común de escritura por parte de muchos santos y teólogos cristianos. Los Ejercicios espirituales de San Ignacio de Loyola, por ejemplo, recomiendan meditar sobre la muerte, la propia y la de Jesucristo, para ayudar a acercarse a Dios.
En el budismo se tiene el concepto del Maraṇasati, una meditación que tiene como objetivo que las personas despierten a la realidad de la vida corpórea y desafíen el apego a la juventud, la salud y la vida misma, que es la fuente de tanto sufrimiento. La atención plena a la muerte es la práctica final de la sección “Cuerpo” de los fundamentos de la meditación de conciencia.

### Redes sociales
En 2011 se popularizó el término YOLO en las redes sociales (siendo un fragmento de la canción «The Motto», del rapero canadiense Drake). Acrónimo de «Sólo se vive una vez» (por sus siglas en inglés: You Only Live Once). El término en redes se convirtió en un meme, siendo utilizado entre los jóvenes para promover que las personas disfruten la vida, aunque ello implique tomar riesgos, insinuando que no existe otra vida después de la muerte y que las oportunidades que se dan en vida podrían no volver a existir.
En 2017, por medios digitales y redes sociales, la hermana Theresa Aletheia Noble, una monja católica romana, acumuló un gran número de seguidores en Twitter después de que comenzara a publicar citas e ideas inspiradas en el tema de memento mori.

## Representación artística

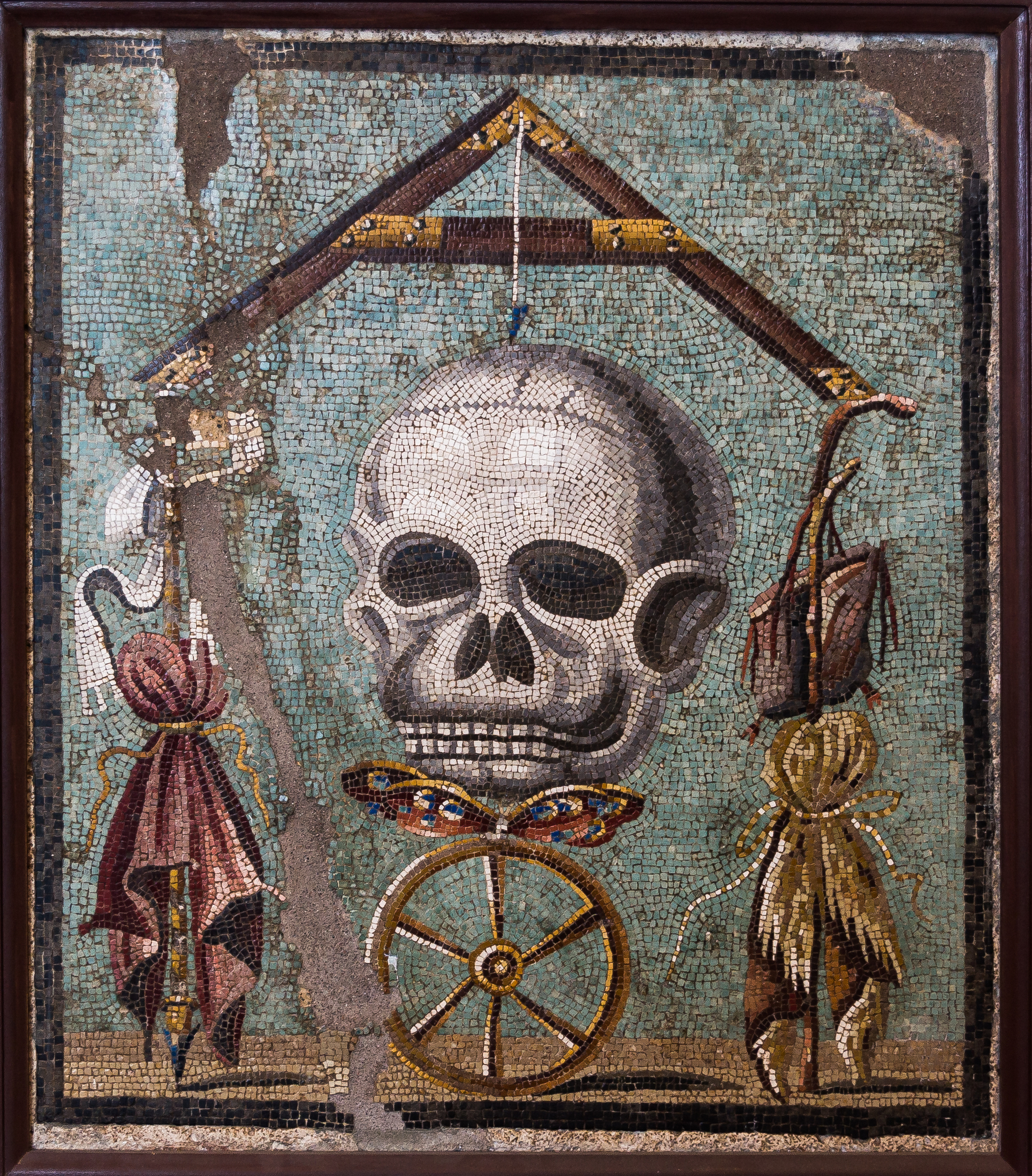
Mosaico de la Rueda de la Fortuna, en el Museo Arqueológico Nacional de Nápoles.

Efectivamente, la pintura de bodegones, que surgió en Europa con los libros religiosos ilustrados, cumplió en esa época con una función similar a la de la frase durante el imperio romano: subrayar la vanitas de la existencia. Su mensaje era claro: la naturaleza se descompone, mas el alma es inmortal; el espíritu habita brevemente en cada cuerpo. La forma más extrema del mensaje moral que ofrece la vida aún se encuentra en las obras artísticas del género vanitas, que toma su nombre del íncipit Eclesiastés: Vanitas Vanitatum et omnia vanitas (Eclesiastés 1:2;12:8).
El detalle que a menudo revela la presencia de una “pintura de vanitas” es la presencia de un cráneo humano, acompañado generalmente por otros símbolos alusivos a la temporalidad de la vida y la inutilidad del esfuerzo humano: flores caídas, frutas podridas, relojes de arena y otros. En muchos cuadros de vanitas, se agrupan los elementos que representan la actividad humana (libros, instrumentos científicos) y los placeres humanos (pipas, instrumentos musicales) que marcan la futilidad de lo material en una vida tan corta. La pintura de bodegones simboliza lo que seguirán siendo los seres humanos cuando han abandonado el escenario de la vida: vanitas.[cita requerida]
Una de las representaciones más famosas de la idea que evoca la frase es la encontrada en el famoso «Mosaico de la Rueda de la Fortuna». Encontrado en una casa de Pompeya (y que ahora se encuentra en el Museo de Nápoles), el cual muestra una calavera pendiendo de un hilo situado en el centro de una escuadra, situada sobre una rueda que tiene alas de mariposa (que simbolizan el alma del ser humano). A los lados hay vestimentas de rico y de pobre, queriendo dar a entender que una vez que se rompa el hilo de la vida, la muerte alcanzará a todos por igual, liberando el alma de las personas.

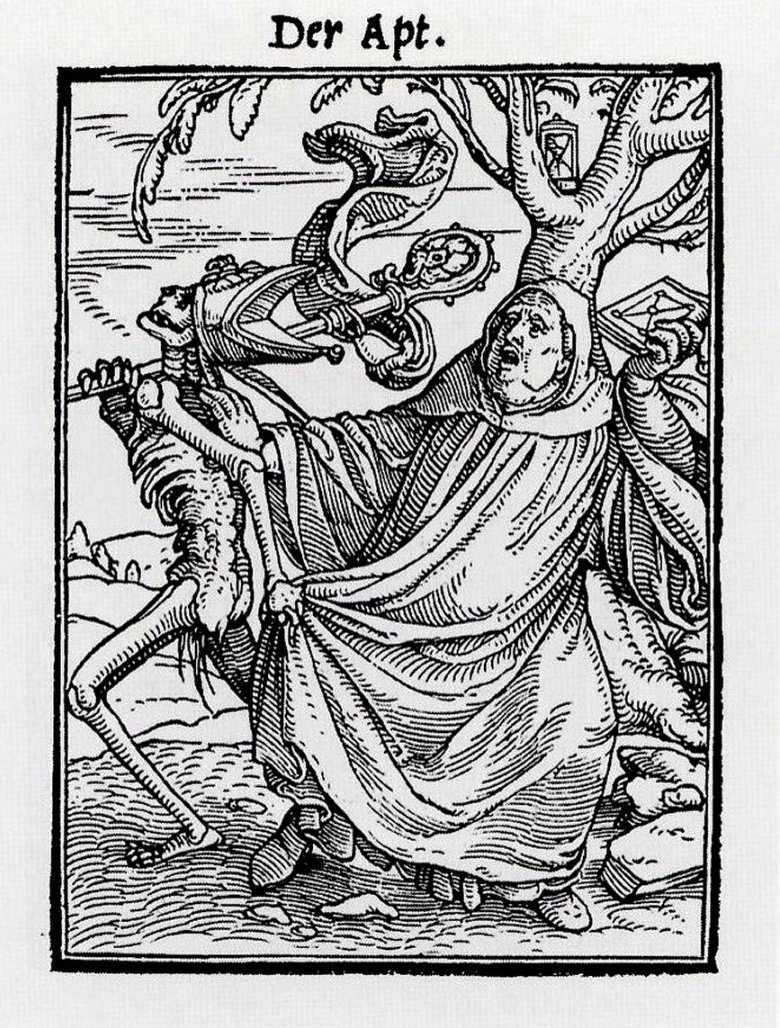
El abad. Grabado en madera de la serie La danza de la muerte de Hans Holbein el Joven.

La danza macabra (del francés: danse macabre) es un concepto alegórico medieval que se encuentra en el teatro, la poesía y la música, así como en las artes visuales. Se representa tradicionalmente como una procesión de figuras vivas y muertas, con las figuras vivas ordenadas según su rango vital (desde el papa o un emperador, hasta un niño o infante) siendo conducidas por figuras muertas hasta una tumba. La representación más antigua conocida de la danza macabra fue una serie de pinturas en el Cementerio de los Santos Inocentes en París, que fueron destruidas en 1699. Los dibujos de la danza macabra del pintor alemán Hans Holbein el Joven a principios del siglo XVI son considerados por muchos como el culmen de este motivo.
En el siglo XX, memento mori comenzó a expresarse a través de nuevas formas de medios, como el cine y la fotografía. Un ejemplo popular es en la película de 1957, El séptimo sello, del director sueco Ingmar Bergman. La película ambientada en una Suecia devastada por la peste en tiempos del medievo, presenta a un caballero que juega una partida de ajedrez con la Muerte y termina con los personajes de la película tomados de la mano en una colina en una danza macabra.